# Liste der Baudenkmale in Wolfsburg

Die Wolfsburger Ortschaften

Die Liste der Baudenkmale in Wolfsburg enthält Listen von Baudenkmalen in den 16  Ortschaften der niedersächsischen Stadt Wolfsburg. Die Einträge in den Listen basieren auf dem Denkmalatlas Niedersachsen.
Listen nach Ortschaften:
- Liste der Baudenkmale in Wolfsburg-Almke-Neindorf
- Liste der Baudenkmale in Wolfsburg-Barnstorf-Nordsteimke
- Liste der Baudenkmale in Wolfsburg-Brackstedt-Velstove-Warmenau
- Liste der Baudenkmale in Wolfsburg-Detmerode
- Liste der Baudenkmale in Wolfsburg-Ehmen-Mörse
- Liste der Baudenkmale in Wolfsburg-Fallersleben-Sülfeld
- Liste der Baudenkmale in Wolfsburg-Hattorf-Heiligendorf
- Liste der Baudenkmale in Wolfsburg-Hehlingen
- Liste der Baudenkmale in Wolfsburg-Kästorf-Sandkamp
- Liste der Baudenkmale in Wolfsburg-Mitte-West
- Liste der Baudenkmale in Wolfsburg-Neuhaus-Reislingen
- Liste der Baudenkmale in Wolfsburg-Nordstadt
- Liste der Baudenkmale in Wolfsburg-Stadtmitte
- Liste der Baudenkmale in Wolfsburg-Vorsfelde
- Liste der Baudenkmale in Wolfsburg-Wendschott
- Liste der Baudenkmale in Wolfsburg-Westhagen (aktuell keine Baudenkmale verzeichnet)